# Prambachkirchen
Prambachkirchen település Ausztriában, Felső-Ausztria tartományban, az Eferdingi járásban. Tengerszint feletti magassága 374 méter, területe 28,73 km².

## Elhelyezkedése
Prambachkirchen Waizenkirchen, Stroheim, Hinzenbach, Sankt Marienkirchen an der Polsenz, Sankt Thomas és Michaelnbach településekkel határos.

## Népesség
| 2016 | 2 868 |
| 2018 | 2 919 |